# Faro de Rota
El faro de Rota es un faro situado sobre la puerta del recinto amurallado existente frente al puerto de Rota (Cádiz) España. Se halla a 15 m sobre el nivel del mar y a 9 sobre el terreno. 

## Historia
El primer proyecto de este faro data del 30 de agosto de 1907 y fue realizado por el ingeniero Francisco García de Sola.
En 1909 se colocó la linterna cilíndrica, fabricada en París por Barbier, Bènard & Turenne. El nuevo faro, de cuarto orden, fue inaugurado el 1 de noviembre de 1980. Es un modelo estándar del Ministerio de Obras Públicas y Urbanismo, una torre cilíndrica de hormigón armado de 28 m de altura y que tiene como distintivo una franja de color rojo.
- Datos: Q5856504
- Multimedia: Rota lighthouse / Q5856504